# Суан-Чокрак
Суан-Чокрак (также Соханын-су-2, Соган-Су, Суансу, Суан-Су) — источник в Крыму, на территории большой Алушты, относится к бассейну реки Улу-Узень. Находится на высоте 569 м над уровнем моря, самый мощный в группе Соханын, состоящей из 6 родников.
Дебет источника, по сведениям Николая Рухлова, изложенным в труде «Обзор речных долин горной части Крыма» 1915 года, составлял 9220 вёдер в сутки с температурой 9,3 °C; в отчёте Партии Крымских Водных Изысканий «Материалы по водным изысканиям в Крыму. Гидрометрический отдел. Выпуск 3. Источники горной части Крымского полуострова. Часть V. Источники Алуштинского, Куру-узеньского и Отузского гидрометрических районов» 1917 года родник значится под № 74/97 (как Соган-су) дебет измерен в объёме максимум 18190 и минимум 4080 вёдер в сутки, с температурой воды 6—9° R (около 10 °C).
Первое упоминание родника встречается в книге Н. А. Головкинского 1893 года «Источники Чатырдага и Бабугана», в которой описана группа из семи близко расположенных друг от друга источников Соханын-су под номерами 9—15 и под № 10 значится нынешний Соханын-су-2, текущий по балке Сарымсах, впадающей в Улу-узень. Дебет Головкинским был определён в 1756 ведер в сутки. По материалам Партии Крымских Водных изысканий родник находится в балке Серауз, выложен камнем, расположен выше казённого шоссе, используется на питьё и полив. У Рухлова родник называется 'Суан-Чокрак' и вода уходит в балку Суан-Сулар. В 1950——1960-х годах работники Ялтинской инженерно-геологической и гидрологической партии Пантелеймон Владимирович Романовский и Семён Тихонович Котов провели обустройство родника (в числе 22 других) и оставили на бетонной стене автографы слева PANTIC справа SEMION. Малоизвестность этого факта послужила почвой для множества фантазий, как среди часто посещающих родник туристов, так и священнослужителей.